# جوستوس يورجنسن
جوستوس يورجنسن (بالإنجليزية: Justus Jorgensen)‏ هو مهندس معماري أسترالي، ولد في 12 مايو 1893، وتوفي في 15 مايو 1975.